# Halogenuros metálicos
Los halogenuros metálicos son compuestos entre metales y halógenos. Algunos, como el cloruro de sodio, son iónicos, mientras que otros presentan enlaces covalentes. Unos pocos haluros metálicos son moléculas discretas, como el hexafluoruro de uranio, pero la mayoría adoptan estructuras poliméricas, como el cloruro de paladio. 

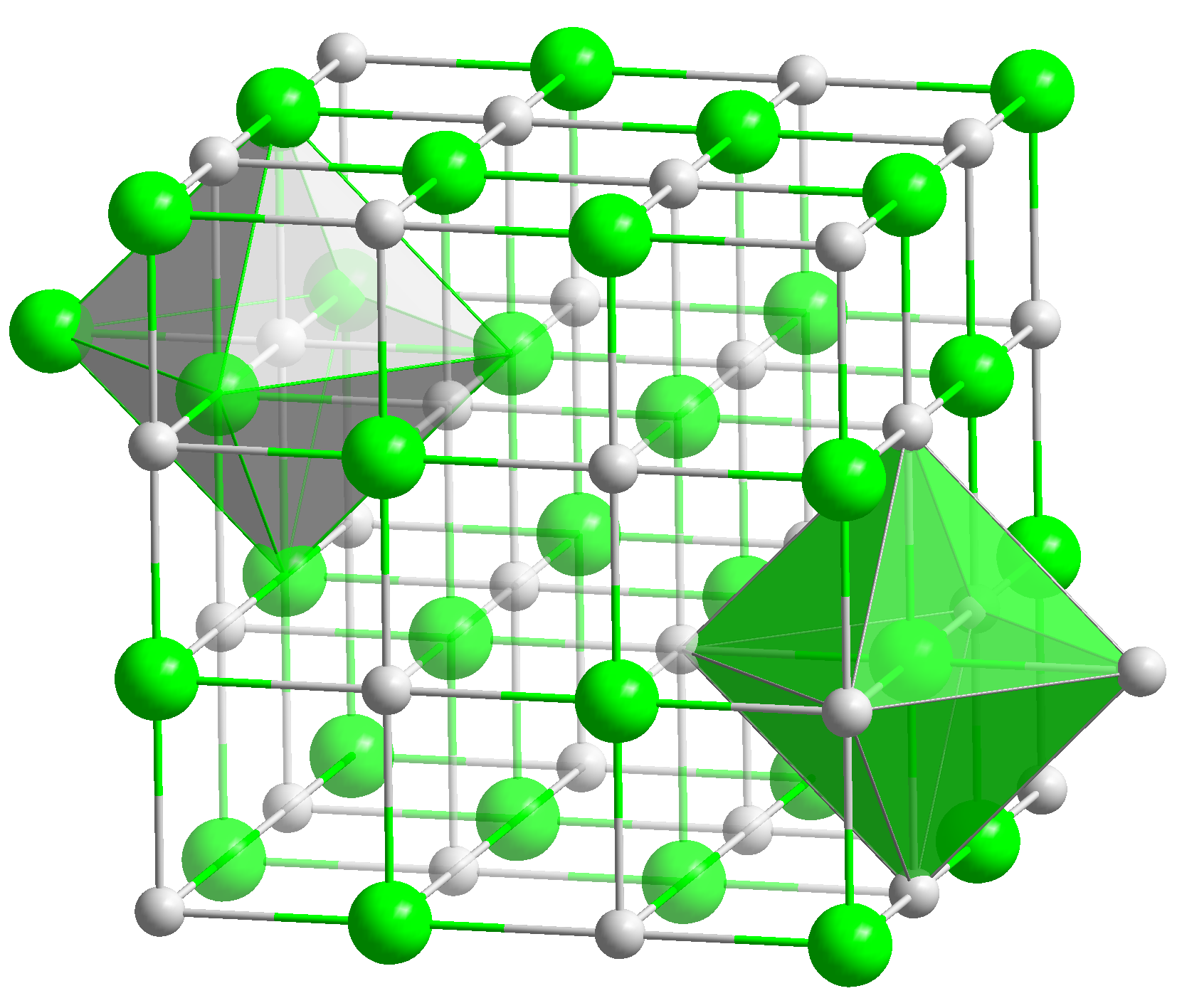
Estructura cristalina del cloruro de sodio.
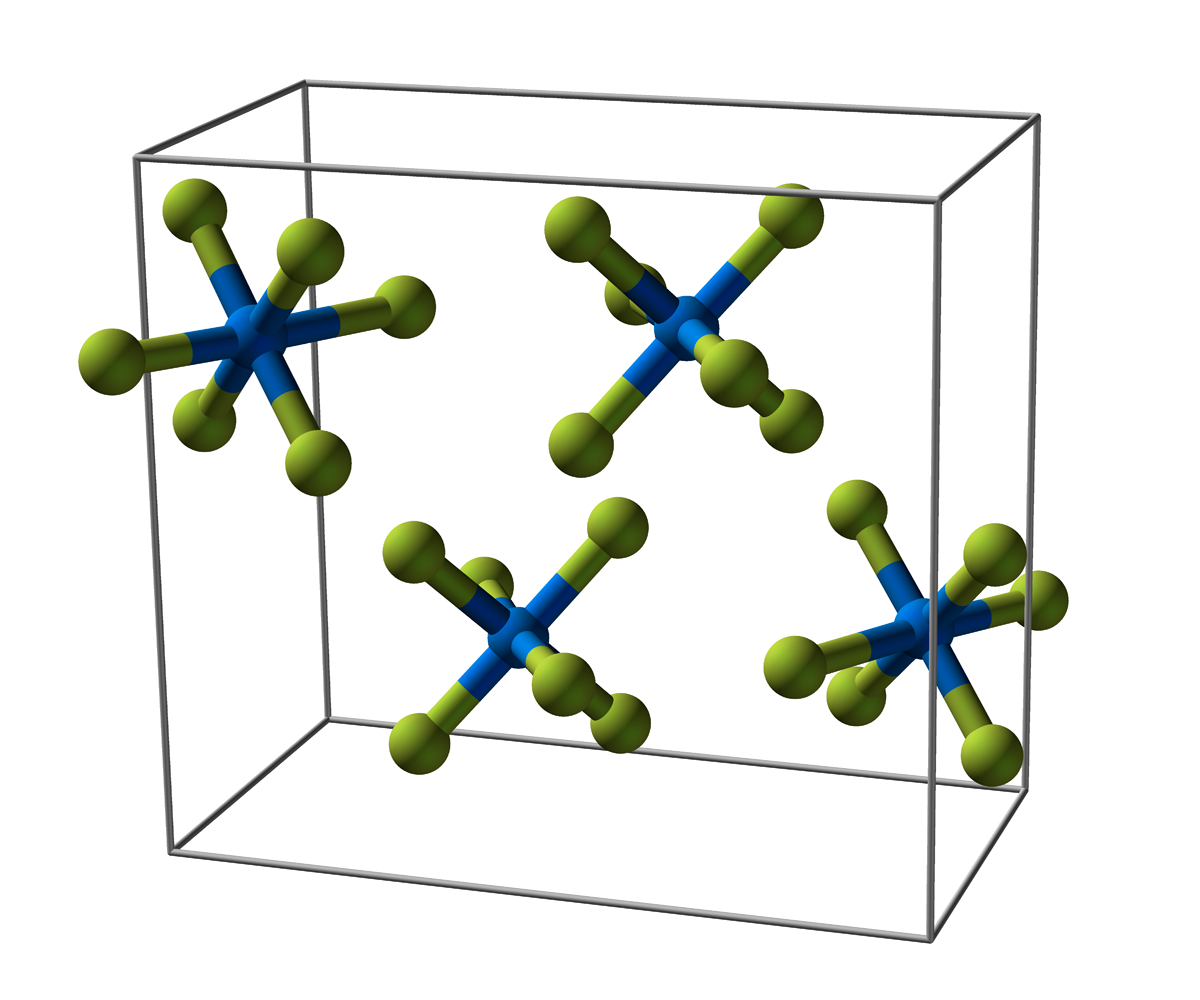
Moléculas discretas de UF6
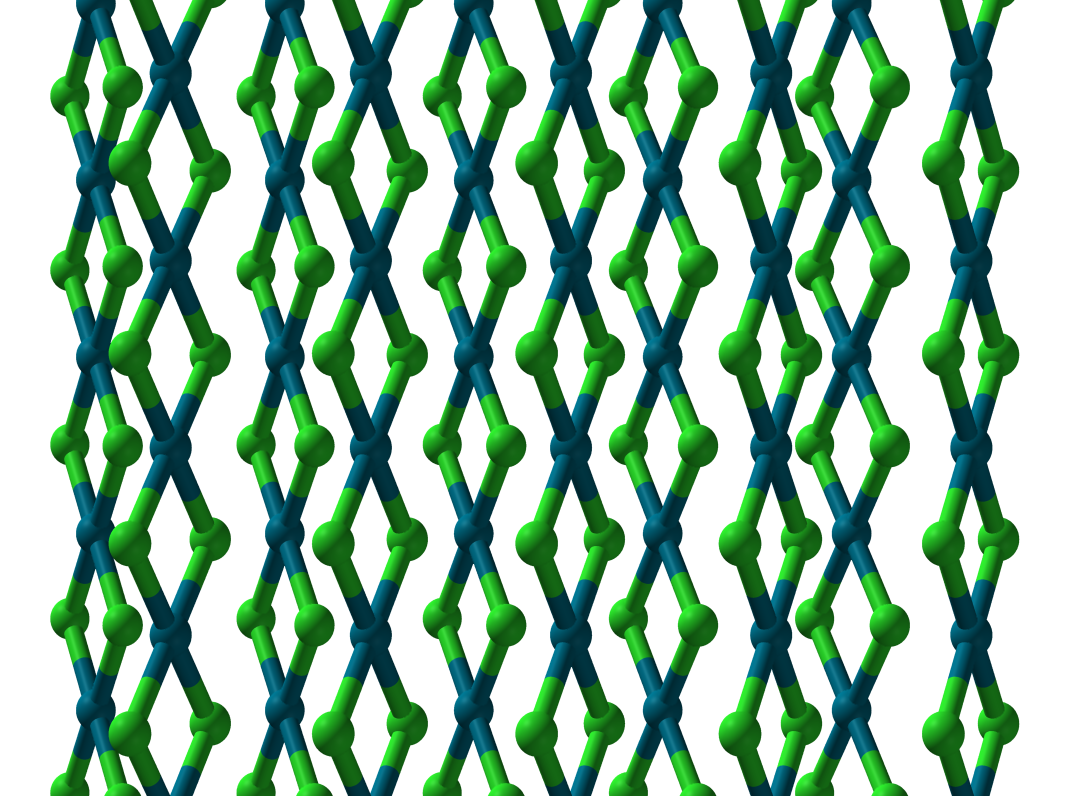
Cadenas infinitas de una forma de cloruro de paladio.

## Preparación
Todos los halógenos pueden reaccionar con metales para formar haluros metálicos según la siguiente ecuación:
2M + nX2 → 2MXn
donde M es el metal, X es el halógeno y MXn es el haluro metálico.

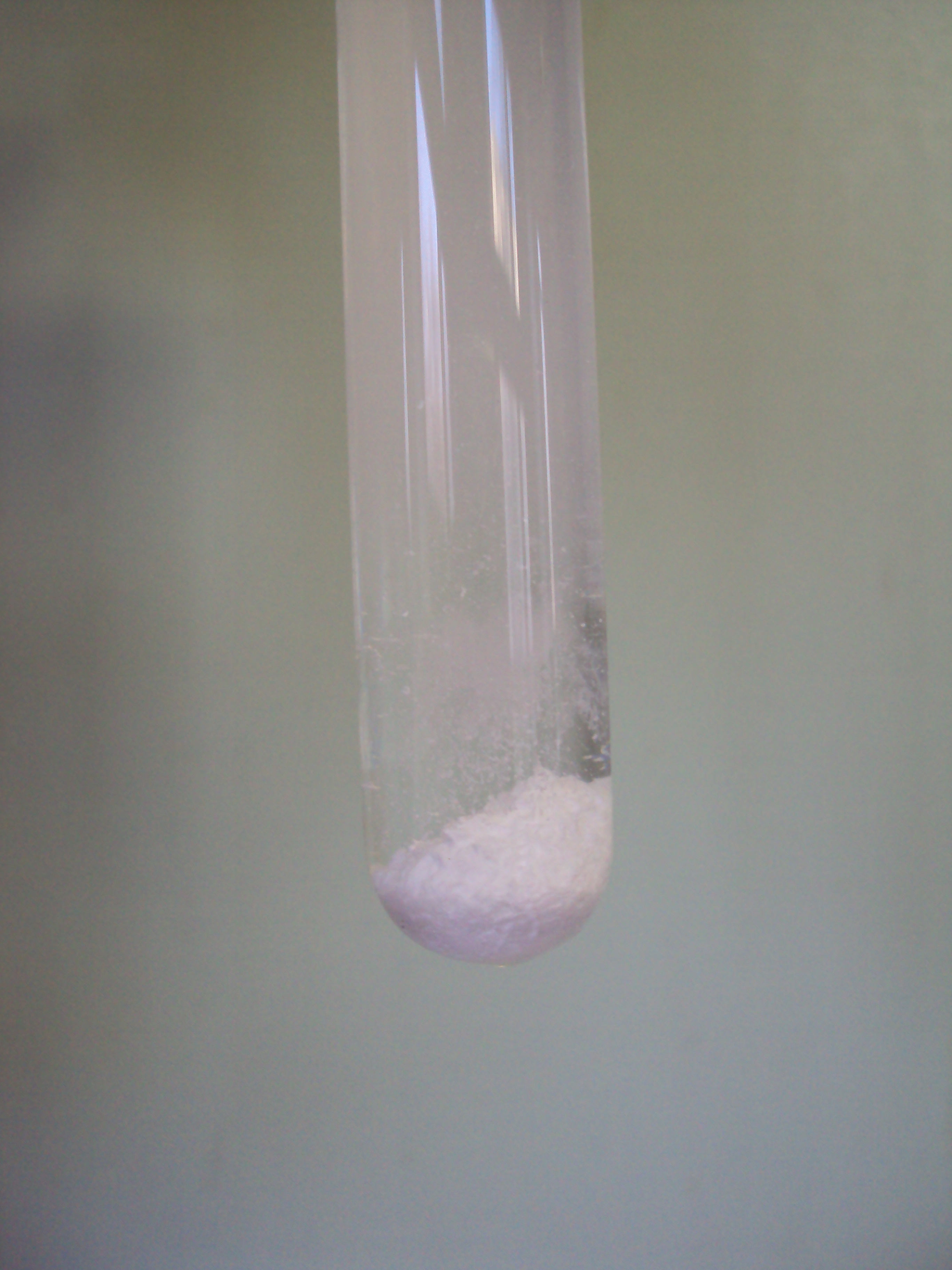
Muestra de cloruro de plata.

En la práctica, este tipo de reacción puede ser muy exotérmica, por lo que resulta poco práctica como técnica preparatoria. Además, muchos metales de transición pueden adoptar múltiples estados de oxidación, lo que complica las cosas. Como los halógenos son oxidantes fuertes, la combinación directa de los elementos suele dar lugar a un haluro metálico muy oxidado. Por ejemplo, el cloruro férrico puede prepararse así, pero el cloruro ferroso no. El calentamiento de los haluros superiores puede producir los haluros inferiores; esto ocurre por descomposición térmica o por desproporción. Por ejemplo, cloruro de oro(III) a cloruro de oro(I):
AuCl3 → AuCl + Cl2 a 160 °C
Los haluros metálicos también se preparan mediante la neutralización de un óxido, hidróxido o carbonato metálico con el ácido halógeno apropiado. Por ejemplo, con hidróxido de sodio: 
NaOH + HCl → NaCl + H2O
En ocasiones, el agua puede eliminarse mediante calor, vacío o la presencia de ácido hidrohálico anhidro. Los cloruros metálicos anhidros adecuados para preparar otros compuestos de coordinación pueden deshidratarse mediante tratamiento con  cloruro de tionilo: 
MCln · xH2O + xSOCl2 → MCln + xSO2 + 2xHCl
Los cationes plata y talio(I) tienen una gran afinidad por los aniones haluro en solución, y el haluro metálico precipita cuantitativamente de la solución acuosa. Esta reacción es tan fiable que el nitrato de plata se utiliza para comprobar la presencia y la cantidad de aniones haluro. La reacción de los cationes de plata con los aniones bromuro:
Ag+ (aq) + Br− (aq) → AgBr (s)
Algunos haluros metálicos se pueden preparar haciendo reaccionar óxidos con halógenos en presencia de carbono (reducción carbotérmica):
TiO
2 + 2Cl
2 + C   →  TiCl
4(l) + CO
2(g)

## Estructura y reactividad

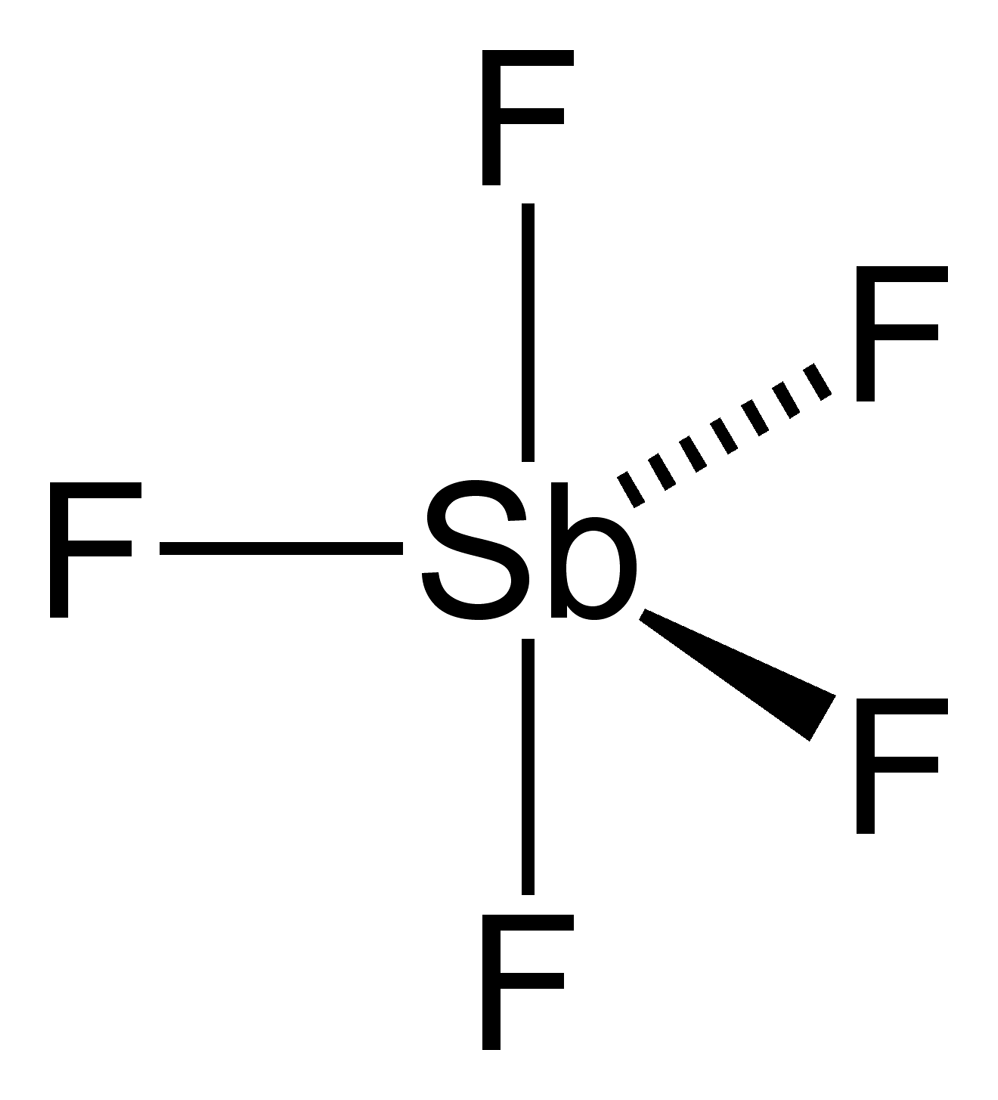
El pentafluoruro de antimonio es el ácido de Lewis prototípico para la escala de Gutmann

Los haluros metálicos "iónicos" (predominantemente de metales alcalinos y alcalinotérreos ) tienden a tener puntos de fusión y ebullición muy altos. Se disuelven libremente en agua y algunos son delicuescentes. Generalmente son poco solubles en disolventes orgánicos.
Algunos metales de transición en estado de baja oxidación tienen haluros que se disuelven bien en agua, como el cloruro ferroso, el cloruro de níquel y el cloruro cúprico. Los cationes metálicos con un alto estado de oxidación tienden a sufrir hidrólisis, por ejemplo, cloruro férrico, cloruro de aluminio y tetracloruro de titanio.
Los halogenuros metálicos discretos tienen puntos de fusión y ebullición más bajos. Por ejemplo, el tetracloruro de titanio funde a -25 °C y hierve a 135 °C, por lo que es un líquido a temperatura ambiente. Suelen ser insolubles en agua, pero solubles en disolvente orgánico.
Los halogenuros metálicos poliméricos suelen tener puntos de fusión y ebullición superiores a los de los halogenuros metálicos monoméricos, pero inferiores a los de los halogenuros metálicos iónicos. Sólo son solubles en presencia de un ligando que libere unidades discretas. Por ejemplo, el cloruro de paladio es bastante insoluble en agua, pero se disuelve bien en una solución concentrada de cloruro sódico: 
PdCl2 (s) + 2 Cl− (acuoso) → PdCl 42− (acuoso)
El cloruro de paladio es insoluble en la mayoría de los disolventes orgánicos, pero forma unidades monoméricas solubles con acetonitrilo y benzonitrilo: 
[PdCl2] n + 2n CH 3 CN → n PdCl2(CH3 CN)2
Los tetrahaluros tetraédricos de los metales de transición de la primera fila se preparan por adición de un cloruro de amonio cuaternario al haluro metálico de forma similar: 
MC 2 + 2 Et4NCl → (Et4N)2 MCl4 (M = Mn, Fe, Co, Ni, Cu)
El pentafluoruro de antimonio es un ácido de Lewis fuerte. Da ácido fluoroantimónico, el ácido más fuerte conocido, con fluoruro de hidrógeno. Pentafluoruro de antimonio como ácido de Lewis prototípico, utilizado para comparar las basicidades de Lewis de diferentes compuestos. Esta medida de basicidad se conoce como número de donante de Gutmann.

## Ligandos de haluro
| complejo    | color       | config. electrónica | geometría       |
| ----------- | ----------- | ------------------- | --------------- |
| [TiCl4]     | incoloro    | (t2g)0              | tetraédrica     |
| [Ti2Cl10]2− | incoloro    | (t2g)3              | bioctahedral    |
| [TiCl6]2−   | amarillo    | (t2g)0              | octaédrica      |
| [CrCl6]3−   | ??          | (t2g)3              | octaédrica      |
| [MnCl4]2−   | rosa pálido | (eg)2(t2g)3         | tetraédrica     |
| [FeCl4]2−   | incoloro    | (eg)3(t2g)3         | tetraédrica     |
| [CoCl4]2−   | azul        | (eg)4(t2g)3         | tetraédrica     |
| [NiCl4]2−   | azul        | (eg)4(t2g)4         | tetraédrica     |
| [CuCl4]2−   | verde       | (eg)4(t2g)5         | tetraédrica     |
| [PdCl4]2−   | marrón      | d8                  | cuadrado planar |
| [PtCl4]2−   | rosa        | d8                  | cuadrado planar |

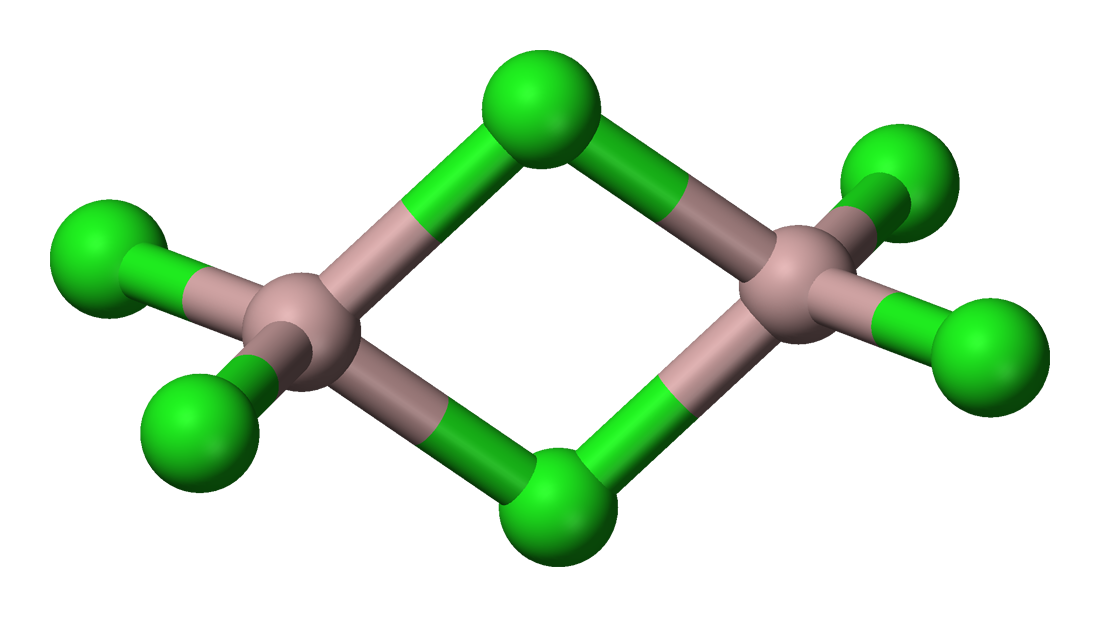
Dímero de tricloruro de aluminio

Los haluros son ligandos de tipo X en la química de coordinación. Los haluros suelen ser buenos σ- y buenos π-donantes. Estos ligandos suelen ser terminales, pero también pueden actuar como ligandos puente. Por ejemplo, los ligandos cloruro del cloruro de aluminio puentean dos centros de aluminio, por lo que el compuesto con la fórmula empírica AlCl3 tiene en realidad la fórmula molecular de Al2Cl6 en condiciones ordinarias. Debido a su π-basicidad, los ligandos haluro son ligandos de campo débil. Debido a una menor energía de división del campo cristalino, los complejos de haluro de la primera serie de transición son todos de alto espín cuando es posible. Estos complejos son de bajo espín para las series de transición de segunda y tercera fila. Sólo [CrCl6]3- es inerte al intercambio.
Se conocen complejos de haluros metálicos homolépticos con varias estequiometrías, pero los principales son los hexahalometalatos y los tetrahalometalatos. Los hexahalogenuros adoptan una geometría de coordinación octaédrica, mientras que los tetrahalogenuros suelen ser tetraédricos. Se conocen tetrahaluros de planta cuadrada, así como ejemplos con 2 y 3 coordinaciones.
Alfred Werner estudió el cloruro de hexaminocobalto (III) y fue el primero en proponer las estructuras correctas de los complejos de coordinación. El cisplatino, cis -Pt(NH3)2Cl2, es un fármaco de platino que lleva dos ligandos de cloruro. Los dos ligandos de cloruro se desplazan fácilmente, lo que permite que el centro de platino se una a dos unidades de guanina, dañando así el ADN.
Debido a la presencia de orbitales pπ llenos, los ligandos haluro de los metales de transición son capaces de reforzar la unión π en un ácido π. También se sabe que labilizan los ligandos cis.

## Aplicaciones
La volatilidad de los complejos de tetracloruro y tetrayoduro de Ti se aprovecha en la purificación de titanio mediante los rprocesos de Kroll y van Arkel-de Boe, respectivamente.
Los haluros metálicos actúan como ácidos de Lewis. Los cloruros férricos y de aluminio son catalizadores de la reacción de Friedel-Crafts, pero debido a su bajo coste, suelen añadirse en cantidades estequiométricas.
El ácido cloroplatínico (H2PtCl6) es un catalizador importante para la hidrosililación.

### Precursor de compuestos inorgánicos
Los haluros metálicos suelen ser precursores fácilmente disponibles de otros compuestos inorgánicos. Como se ha mencionado anteriormente, los compuestos de haluro pueden hacerse anhidros mediante calor, vacío o tratamiento con cloruro de tionilo.
Los ligandos halogenados pueden ser abstraídos por la plata(I), a menudo como tetrafluoroborato o hexafluorofosfato. En muchos compuestos de metales de transición, el sitio de coordinación vacío se estabiliza mediante un disolvente de coordinación como el tetrahidrofurano. Los ligandos halogenados también pueden ser desplazados por la sal alcalina de un ligando de tipo X, como un ligando de tipo salen. Esta reacción es formalmente una transmetalación, y la abstracción del haluro es impulsada por la precipitación del haluro alcalino resultante en un disolvente orgánico. Los haluros alcalinos suelen tener energías de red muy elevadas.
Por ejemplo, el ciclopentadienuro de sodio reacciona con cloruro ferroso para producir ferroceno:
2 NaC5H 5 + FeCl2 → Fe(C5H5)2 + 2 NaCl
Aunque los compuestos inorgánicos utilizados para la catálisis pueden prepararse y aislarse, en ocasiones pueden generarse in situ mediante la adición del haluro metálico y el ligando deseado. Por ejemplo, el cloruro de paladio y la trifenilfosfina pueden utilizarse a menudo en lugar del cloruro de bis(trifenilfosfina)paladio(II) para reacciones de acoplamiento catalizadas por paladio.

### Lámparas
Algunos haluros se utilizan en lámparas de halogenuros metálicos.